# Cranioplastica
La cranioplastica è un intervento neurochirurgico di ricostruzione della teca cranica indicato nella craniolacunia.

## Intervento
La cranioplastica viene eseguita per correggere la deformità cranica, proteggere il tessuto cerebrale sottostante e ridurre il corteo sintomatologico legato alla suddetta sindrome. 
Il deficit osseo viene colmato con osso autologo opportunamente conservato e/o devitalizzato o protesi in materiale biocompatibile modellate a mano intraoperatoriamente o su misura mediante tecniche di stereolitografia e di prototipazione d'avanguardia che si basano sui dati TAC cranio 3D del malato.

## Risultati
I risultati sono buoni in termini estetici e meccanici, mentre il miglioramento della sindrome del trapanato cranico è atteso in una modesta percentuale dei casi trattati.